# Mike Enríquez
Miguel Enríquez y Castro (Manila, 29 de septiembre de 1951-Ciudad Quezon, 29 de agosto de 2023), más conocido como Mike Enríquez, fue un locutor, periodista y presentador filipino.

## Biografía
Nació el 29 de septiembre de 1951 en el distrito manileño de Santa Ana, el mayor de tres hijos. Tenía una juventud "activa" con mucha curiosidad sobre el mundo y, en cierto modo, una tendencia destructiva.
Planeó entrar en el sacerdocio y se quedó en un seminario franciscano por al menos de un año, pero al final sus padres negaron consentir a su entrada. Se matriculó después en el programa de artes liberales y comercio de la Universidad de La Salle-Manila, sacando por su admisión notas medias.
Estuvo casado con Lizabeth "Baby" Yumpíng, una banquera. Intentaron tener hijos, lo que resultó de manera infructuosa.

### Salud y muerte
El 22 de agosto de 2018 anunció que estaba de baja médica causado por unos enfermedades incluido nefropatía y diabetes. El mismo año se sometió también a un baipás coronario, y volvió a su trabajo el 26 de noviembre. En 2021 tomó por segunda vez una baja médica para someterse a un trasplante de riñón, y volvió otra vez a su trabajo el 28 de marzo de 2022 para presentar sus programas y encabezar la cobertura de GMA para las elecciones presidenciales casi tres meses después.
Murió por la tarde del 29 de agosto de 2023 en Ciudad Quezon a los 71 años, un mes antes de su cumpleaños.

## Carrera

### Primeros años
Enríquez empezó su carrera por accidente cuando tenía 19 años, originalmente como anunciador de relevo para la Manila Broadcasting Company (MBC) gracias a una recomendación de su amigo de secundaria que ya trabajaba como anunciador en la misma cadena de radio. Ha leído un reportaje sobre la conducción de las elecciones presidenciales de 1969 en Joló y el gerente le ofreció inmediatamente la posición.
Trabajó muchos años como presentador de radio para MBC antes de trasladarse a las cadenas Freedom Broadcasting System y Radio Mindanao Network (RMN). Durante su tiempo a RMN ha sido vicepresidente de la cadena y miembro de su junta directiva.

### Carrera en GMA Network
En 1995 se trasladó a GMA Network para encabezar su división de radio y supervisar su expansión nacional. Estrenó en la televisión en 1998, originalmente para reforzar la cobertura de GMA de las elecciones presidenciales del mismo año. Durante su carrera con GMA ha presentado en la televisión programas informativos como Saksi, Imbestigador y 24 Oras, y en la radio los programas matinales Saksi sa Dobol B y Super Balita sa Umaga.
Era conocido por sus frases de marca en tagalo como "Hindi namin kayo tatantanan!" ("¡No paramos perseguiros!") y "Excuse me po!" ("¡Discúlpeme!", con el marcador de respeto po), y también había sido galardonado con varios premios por sus contribuciones en la industria de radio y televisión.